# Løgumgårde
Løgumgårde (Duits:Lügumgarde) is een plaats in de Deense regio Zuid-Denemarken, gemeente Tønder, en telt 571 inwoners (2007).